# Barnabas Kipyego
Pour les articles homonymes, voir Kipyego.
Barnabas Kipyego (né le 12 juin 1995) est un athlète kényan, spécialiste du 3 000 m steeple. 

## Biographie
En 2014, il remporte la médaille d'or du 3 000 m steeple lors des championnats du monde juniors d'Eugene, aux États-Unis, dans le temps de 8 min 25 s 57.
Le 6 octobre 2019, il remporte le marathon de Jersey en battant le record du parcours avec le temps de 2 h 17 min 9 s.

### Palmarès
| Date | Compétition                   | Lieu         | Résultat | Épreuve         | Performance    |
| ---- | ----------------------------- | ------------ | -------- | --------------- | -------------- |
| 2014 | Championnats du monde juniors | Eugene       | 1er      | 3 000 m steeple | 8 min 25 s 57  |
| 2019 | Marathon de Jersey            | Saint-Hélier | 1er      | Marathon        | 2 h 17 min 9 s |

### Records
| Épreuve         | Performance  | Lieu   | Date            |
| --------------- | ------------ | ------ | --------------- |
| 3 000 m steeple | 8 min 9 s 13 | Monaco | 15 juillet 2016 |